# Зденко Дупланчић
Зденко Дупланчић (Сплит, 1929 — Београд, 31. децембар 2020) био је учесник Народноослободилачке борбе, пуковник Ратног ваздухопловства и противваздушне одбране ЈНА, друштвено-политички радник СФРЈ и СР Србије и члан Председништва СУБНОР-а Србије.

## Биографија
Дупланчић је рођен 1929. године, у старој хрватској породици, у Сплиту. Његов отац је био предратни трговац, а по окупацији се и сам укључио у илегални рад, као и мајка, која се придружила Антифашистичком фронту жена (АФЖ). Средином августа 1942. године је постао члан Савеза комунистичке омладине Југославије (СКОЈ) у свом родном граду, који се тада налазио под италијанском окупацијом. Након капитулације Италије у септембру 1943. године и уласка партизанских снага у град, распоређен је у Четврту далматинску (сплитску) бригаду, чији је задатак био да брани Сплит од уласка немачких и хрватских снага. Крајем месеца је премештен у 3. чету Другог (црногорског) батаљона Прве пролетерске ударне бригаде, у којој је прво био помоћник на митраљезу, а потом и митраљезац.
Са бригадом је прошао кроз западну Босну на путу према Србији. Учествовао је у борбама против бугарских снага на Палисаду и са Расинским корпусом Југословенске војске у отаџбини на Јеловој гори, код Карана, Косјерића и Варде, затим ослобођењу Бајине Баште, Ваљева и Уба. Борио се и у Београдској операцији, октобра 1944. године, заједно са Црвеном армијом. По ослобођењу Београда, одлази са бригадом на Сремски фронт, те кроз Срем и Славонију одлази у учествује у борбама за ослобођење Загреба. Из рата је изашао са чином старијег водника.

### Послератни период
Задржан је у Југословенској армији (ЈА) и узима учешћа у Тршћанској операцији. Потом, најпре завршава прву класу пилотске школе у Панчеву и једно време проводи у летачком батаљону у Краљевићеву. Упућен је на ваздухопловно школовање у Совјетски Савез, одакле се вратио у мају 1948. године. Добио је чин поручника и распоређен у Команду Ратног ваздухопловства.
Касније је завршио и обуку у Школском центру за радарску електронику у Мисисипију (Сједињене Америчке Државе). Службовао је у Сарајеву, потом Љубљани, затим у Краљеву и на крају у Београду. Налазио се на дужности руководиоца ваздухопловно-морнаричког одсека Одељења за везе са војним изасланицима Савезног секретаријата за народну одбрану (ССНО). Упоредо је завршио и Вишу војну ваздухопловну академију ЈНА и Школу за официре везе. Радио је као директор извоза наоружања и војне опреме „Југоимпорт“.
Пет година је провео у амбасади СФРЈ у Москви, на месту шефа групе за економско-техничке послове, када је радио на набавци наоружања. Осамдесетих година је радио у Савезној дирекцији за резерве и промет специјалних производа, одакле је организовао извоз оружја несврстаним земљама и револуционарним организацијама у Африци.
У Савезу комуниста Југославије (СКЈ), такође је обављао бројне дужности. Између осталих, био је председник Комитета војно-привредног сектора, члан Опуномоћства ЦК СКЈ за ЈНА у СССР.
Пензионисан је 1988. године у чину пуковника ЈНА.
По пензионисању, Дупланчић је био активан у Савезу удружења бораца Народноослободилачког рата (СУБНОР). Био је председник Општинског одбора Савски венац, Секције бораца Прве пролетерске бригаде, члан Градског одбора Београда и члан Председништва СУБНОР-а Србије.
Преминуо је 31. децембра 2020. године у Београду. Сахрањен је 9. јануара 2021. године у Алеји заслужних грађана на Новом гробљу у Београду. Његовој сахрани је присуствовао и пензионисани генерал-пуковник Петар Матић Дуле, последњи живи народни херој Југославије.
Носилац је бројних југословенских одликовања, међу којима су — Орден заслуга за народ са сребрним зрацима, Ордена братства и јединства са сребрним венцем, Орден народне армије са златном звездом, Орден за храброст, Орден југословенске звезде на огрлици, Орден за војне заслуге са златним мачевима, Орден заслуга за народ са сребрном звездом, Орден народне армије са сребрном звездом и Орден за војне заслуге са сребрним мачевима. Носилац је Медаље борца и Медаље за храброст. Од иностраних, истиче се медаља Руске Федерације за 50 година од победе у Великом Отаџбинском рату 1941—1945. године.